# Charles K. Fletcher

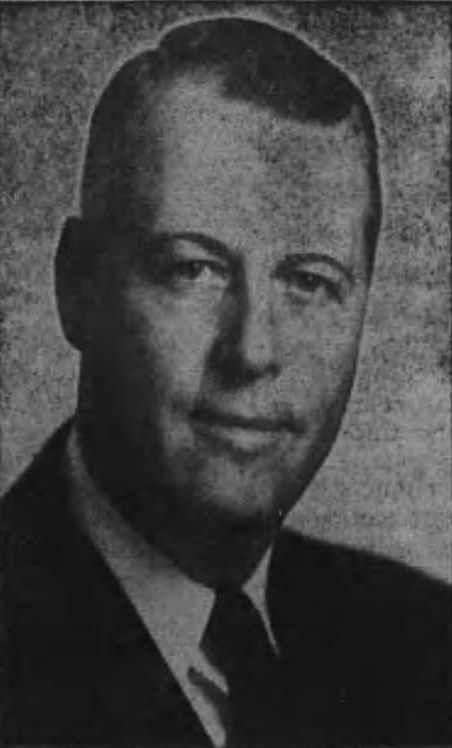
Charles K. Fletcher, 1946

Charles Kimball Fletcher (* 15. Dezember 1902 in San Diego, Kalifornien; † 29. September 1985 ebenda) war ein US-amerikanischer Politiker. Zwischen 1947 und 1949 vertrat er den Bundesstaat  Kalifornien im US-Repräsentantenhaus.

## Werdegang
Charles Fletcher besuchte die öffentlichen Schulen seiner Heimat und studierte danach bis 1924 an der Stanford University. 1934 absolvierte er auch einen Studiengang an der University of Oxford in England. Beruflich arbeitete er im Bankgewerbe. Während des Zweiten Weltkrieges gehörte er als Leutnant in den Jahren 1943 bis 1945 der Reserve der US Navy an. Politisch schloss er sich der Republikanischen Partei an. Bei den Kongresswahlen des Jahres 1946 wurde Fletcher im 23. Wahlbezirk von Kalifornien in das US-Repräsentantenhaus in Washington, D.C. gewählt, wo er am 3. Januar 1947 die Nachfolge von Edouard Izac antrat. Da er im Jahr 1948 nicht bestätigt wurde, konnte er bis zum 3. Januar 1949 nur eine Legislaturperiode im Kongress absolvieren. Diese war von den Ereignissen des beginnenden Kalten Krieges geprägt.
Zwischen 1934 und 1959, also auch während seiner Zeit als Kongressabgeordneter, war Fletcher Präsident und Manager der Home Federal Savings & Loan Association. Danach wurde er deren Vorstandsvorsitzender. In den Jahren 1955 bis 1957 gehörte er der kalifornischen Staatskommission zur Kontrolle der Gefängnisse an. Charles Fletcher verbrachte seinen Lebensabend in seiner Heimatstadt San Diego, wo er am 29. September 1985 starb.